# Les journées juridiques du patrimoine
Pour les articles homonymes, voir JJP.
Les journées juridiques du patrimoine (J.J.P.) est une association fondée en 1998, organisatrice d’un colloque annuel qui se tenait initialement au Sénat.
Depuis 1998, le colloque annuel, les Journées Juridiques du Patrimoine (JJP) s’emploie à réfléchir sur les problèmes posés par la préservation du patrimoine et des paysages et sur les moyens juridiques et réglementaires efficaces qui permettraient de conserver cet héritage culturel, de le mettre en valeur dans une perspective durable et de contribuer à son développement.
Cet outil de débats peut être comparé aux « Entretiens du patrimoine » devenus « Entretiens du patrimoine et de l’architecture » (créés en 1988 sur le modèle des Entretiens de Bichat) qui viennent d'être relancés,.

## But
La "Réunion des associations de sauvegarde du patrimoine" reconnue d’utilité publique, autrement appelé "G8 Patrimoine", puis "G7 Patrimoine", ou "Groupe Patrimoine" est un groupe national créé en 2003 et officialisé par arrêté ministériel le 20 janvier 2005.
Il a pour mission essentielle d’organiser les échanges d’informations entre l’État et les associations nationales sur les politiques publiques ou privées en faveur du patrimoine, et de réfléchir et de débattre sur tout sujet relatif à la sauvegarde et à la mise en valeur du patrimoine bâti et paysager.
Le groupe est une instance de concertation et de réflexion : il est consulté à ce titre sur les projets de lois et de textes réglementaires que préparerait la direction chargée du patrimoine. Il est aussi en mesure, pour remplir efficacement la mission qui lui est attribuée, d’auditionner toute personne intéressée susceptible de l’éclairer. Il est un lieu de participation du citoyen, organisé en associations nationales reconnues, significativement représentatives et pérennes, aux décisions qui le concerne ou qui concernent son environnement.
Ces journées réunissent ceux qui concourent à la création ou à l’application de la loi leur permettant de débattre, en concertation avec le public concerné, sur des problèmes réels et d’avancer des solutions concrètes :
- Parlementaires
- Représentants des services de l’État
- Grands organismes de défense du patrimoine
- Juristes
- Fiscalistes .

Dans l’élan touristique des Journées européennes du patrimoine (grand rendez-vous culturel instauré par le ministère chargé de la culture), il était nécessaire de capitaliser cet engouement pour le décliner sur le terrain législatif et réglementaire. Le mois de septembre est, à cet égard, le plus propice, d’autant qu’il précède la rentrée parlementaire et qu’il permet aux élus ayant reçu mandat de représenter les acteurs de la protection du patrimoine, d’alimenter leur réflexion avant de s’engager éventuellement dans un processus législatif.
Au-delà de l'animation de différents groupes de travail, de publication de notes de réflexions ou de rapports, le désormais traditionnel rendez-vous de début septembre au Palais du Luxembourg, sous le haut patronage du président du Sénat, Gérard Larcher, qui a succédé à Christian Poncelet, et avec le soutien de Philippe Richert vise à permettre la structuration d’une pensée patrimoniale de nature à renforcer l’efficacité de nos dispositifs juridico-réglementaires encadrant la conservation de notre héritage culturel.
Pour sa quinzième édition, après treize années au Palais du Luxembourg, et un court passage par la Cité de l'architecture et du patrimoine, les Journées Juridiques du Patrimoine se sont installées, le 3 octobre 2014, à l’Hôtel de la Vaupalière, siège d’Axa, puis dans l'auditorium de la Maison du Barreau.
Les JJP sont, à partir de 2022, dotées d’un comité scientifique pour asseoir ses programmes sur l’expérience et la compétence. Un partenariat est également établi avec plusieurs établissements d’enseignement supérieur encourageant la participation d'étudiants à ces colloques. 
Enfin, un club de mécènes a été constitué et le prix Jean-Étienne-Marie Portalis est lancé afin de remettre à un étudiant (de préférence de niveau minimum Master (France), ou à un jeune diplômé, une récompense pour une œuvre juridique traitant du patrimoine ou du paysage.

## Actions auprès des pouvoirs publics et de sensibilisation en direction du grand public
Chaque année, environ 300 congressistes, représentant tous les grands acteurs du patrimoine, étaient accueillis au palais du Luxembourg pour débattre autour du large thème de la protection du patrimoine et des nécessaires réformes, la matinée étant consacrée à un forum législatif et réglementaire sur des thèmes d’actualité. Sur chaque sujet interviennent successivement un rapporteur, des élus, des représentants des administrations et des grandes associations concernées, tout en favorisant des échanges avec la salle. L’après-midi est consacrée à plusieurs débats sur des thèmes plus généraux et prospectifs, en intégrant la dimension européenne.
Ont notamment présidé ces débats :
- La  édition a rendu hommage au bâtonnier Alain de La Bretesche, ancien président de Patrimoine-Environnement[6] et créateur de cet évènement[7].
- Philippe Richert. Sénateur entre 1992 et 2010, il exerce la fonction de ministre chargé des collectivités territoriales dans le troisième gouvernement Fillon, de 2010 à 2012. Il est président du conseil régional du Grand Est et de l'association Régions de France de 2016 à 2017, date à laquelle il se retire de la vie politique. Membre d'honneur de l'Observatoire du patrimoine religieux (OPR), association multiconfessionnelle qui œuvre à la préservation et au rayonnement du patrimoine cultuel français.

## Principes développés par l'association pour fonder une nouvelle approche du patrimoine
- Principe de conservation durable du patrimoine
- Principe de précaution en application duquel la gestion ou la mise en valeur du patrimoine, surtout lorsqu’ils sont de véritables sites touristiques, doit s’effectuer de façon prudente et réversible,
- Principe de subsidiarité, selon lequel l’action conservatoire doit s’appuyer d’abord sur l’échelon le plus proche du monument, et notamment son propriétaire ou son affectataire,
- Principe de réalité. La législation doit être praticable et claire. Le régime juridique auquel les biens patrimoniaux sont soumis doit pouvoir être mis en œuvre par la puissance publique et doit s’appréhender sans difficulté par l’ensemble des « usagers » du droit. Il y va de la crédibilité de l’État et de la sécurité juridique pour le citoyen.

## Rôle d’assistance et de conseil dans le domaine culturel
L’association « Les journées juridiques du patrimoine » assiste par ailleurs les associations membres de la Réunion des associations nationales reconnues d’utilité publique de sauvegarde et de mise en valeur du patrimoine bâti et paysager, communément dénommée G8, au sein du Groupe national d’information et de concertation sur le patrimoine,.

## Thématiques
- 2024 - Pour sa 24ème édition, le colloque des Journées Juridiques du Patrimoine s'est déroulé le 7 novembre[11] dans l'auditorium de la Maison du Barreau (au 2, rue de Harlay à Paris)[12], sur le thème « Le patrimoine survivra-t-il aux normes ? ».
- 2023 - Pour sa 23ème édition, le colloque des Journées Juridiques du Patrimoine le 14 novembre à la Maison du Barreau.
- 2022 - Pour sa 22ème édition, le colloque des Journées Juridiques du Patrimoine le 9 novembre à la Maison du Barreau
- 2021 - Pour sa 21ème édition, le colloque des Journées Juridiques du Patrimoine le 15 novembre à la Maison du Barreau
- 2019 - 20ème édition des Journées Juridiques du Patrimoine, le mardi 19 novembre à la Maison du Barreau
- 2018 - 19ème édition des Journées Juridiques du Patrimoine, le mardi 13 novembre 2018, dans l'Auditorium de la Cité de l’architecture et du patrimoine
- 2017 - 18ème édition des Journées Juridiques du Patrimoine, le lundi 30 octobre 2017, au musée Guimet à Paris « Le patrimoine français et son environnement : Têtes nouvelles et jours nouveaux »

Les JJP souhaitant être ouvert aux étudiants afin de créer un lieu de rencontre et de débats privilégié pour les professionnels de demain, en 2017 un prix étudiant le Prix Pierre-Laurent Frier a été instauré. Ce dernier vise à récompenser les meilleurs mémoires des étudiants de Master 2 en Droit du patrimoine (matériel et immatériel) culturel et paysager.
- 2016 - La loi enfin ! Les Journées Juridiques du Patrimoine jeudi 27 octobre 2016, 17e Edition
- 2015 – Une ouverture aux futurs professionnels du monde du patrimoine
- 2014 – Le patrimoine français et son environnement : En attendant la loi...
- 2013 – Le patrimoine français et son environnement : Des normes pour un nouveau cadre de vie
- 2012 – Les sites du Patrimoine mondial de l’UNESCO: une protection mondiale sans contrainte locale ?
- 2009 – Le patrimoine français et son environnement: un plan relance sous bénéfice d’inventaire
- 2007 – Le patrimoine français et son environnement: nouveau quinquennat, nouvelle ère... juridique ?
- 2006 – Le patrimoine français et son environnement: quelles priorités pour le prochain quinquennat ?
- 2005 – Le patrimoine français en grande pitié : la passion est-elle un remède suffisant ?
- 2004 – Le patrimoine français et son environnement: restaurer la confiance…: la loi, l’argent.
- 2003 – Le patrimoine au pays des Milles-et-une lois: le temps des réécritures ?
- 27, 28, 29 mars 2003 : 40 ans de la loi Malraux à Bayonne
- 2002 – Le patrimoine français et son environnement: d’une législature, l’autre: vers une nouvelle politique du patrimoine ?
- 2001 – Le patrimoine français et son environnement: les voies de droit pour une préservation durable?
- 2000 – Le patrimoine français et son environnement: un ministère bicéphale pour une vraie politique interministérielle et décentralisée ?

### Associations partenaires
Les 7 associations reconnues d'utilité publique constituent, avec l'aide de l'association "Les journées juridiques du patrimoine", le "G8 du patrimoine",:
- Fédération nationale des associations de sauvegarde des sites et ensembles monumentaux (incluant la Ligue urbaine et rurale).
- La Demeure historique
- Maisons paysannes de France
- Société pour la protection des paysages et de l'esthétique de la France
- Union REMPART
- Vieilles maisons françaises
- La Sauvegarde de l'Art Français